# Seznam katastrálních území v okrese Kutná Hora
Seznam katastrálních území okresu Kutná Hora
V této tabulce je uveden kompletní výčet katastrálních území Okresu Kutná Hora, včetně rozlohy a místních částí, které na nich leží.
| Název KÚ                          | Místní části                                                       | Obec                  | km2   |
| --------------------------------- | ------------------------------------------------------------------ | --------------------- | ----- |
| A                                 | A                                                                  | A                     |       |
| Adamov u Tupadel                  | Adamov                                                             | Adamov                | 2,75  |
| Bahno                             | Bahno, Krasoňovice                                                 | Černíny               | 4,03  |
| Bernardov                         | Bernardov                                                          | Bernardov             | 3,46  |
| Bílé Podolí                       | Bílé Podolí, Brambory                                              | Bílé Podolí, Brambory | 5,44  |
| Bláto                             | Bláto                                                              | Uhlířské Janovice     | 2,85  |
| Bludov v Čechách                  | Bludov                                                             | Bludov                | 2     |
| Bohdaneč u Zbraslavic             | Bohdaneč                                                           | Bohdaneč              | 4,4   |
| Bojmany                           | Bojmany                                                            | Žehušice              | 1,37  |
| Brambory                          | Brambory                                                           | Brambory              | 1,17  |
| Bratčice u Potěh                  | Bratčice                                                           | Bratčice              | 8,28  |
| Březí u Šebestěnic                | Březí                                                              | Zbýšov                | 2,89  |
| Březina nad Sázavou               | Březina                                                            | Vlastějovice          | 0,84  |
| Březová u Úmonína                 | Březová                                                            | Úmonín                | 2,03  |
| Bykáň                             | Bykáň                                                              | Křesetice             | 2,2   |
| Bylany u Kutné Hory               | Bylany                                                             | Miskovice             | 5,25  |
| Církvice u Kutné Hory             | Církvice                                                           | Církvice              | 4,14  |
| Čáslav                            | Čáslav-Nové Město, Čáslav-Staré Město                              | Čáslav                | 23,5  |
| Čejkovice u Zbýšova               | Čejkovice                                                          | Čejkovice             | 1,95  |
| Čekanov                           | Čekanov                                                            | Úžice                 | 2,96  |
| Čenovice                          | Čenovice                                                           | Čestín                | 3,81  |
| Černíny                           | Černíny                                                            | Černíny               | 2,19  |
| Červené Janovice                  | Červené Janovice                                                   | Červené Janovice      | 6,54  |
| Čestín                            | Čentice, Čestín, Milotice, Morány                                  | Čestín                | 9,39  |
| Damírov                           | Damírov                                                            | Zbýšov                | 2,88  |
| Dědice u Zbýšova                  | Dědice                                                             | Dobrovítov            | 1,7   |
| Dobrovítov                        | Dobrovítov                                                         | Dobrovítov            | 7,31  |
| Dobřeň u Kutné Hory               | Dobřeň                                                             | Suchdol               | 6,63  |
| Dolní Bučice                      | Dolní Bučice                                                       | Vrdy                  | 2,74  |
| Dolní Pohleď                      | Dolní Pohleď, Měchonice                                            | Dolní Pohleď          | 3,6   |
| Drobovice                         | Drobovice                                                          | Drobovice             | 2,79  |
| Dvorecko                          | Dvorecko                                                           | Bohdaneč              | 0,94  |
| Filipov u Čáslavi                 | Filipov                                                            | Čáslav                | 2,96  |
| Habrkovice                        | Habrkovice                                                         | Záboří nad Labem      | 3,3   |
| Hetlín                            | Černíny, Hetlín                                                    | Černíny               | 3,73  |
| Hlízov                            | Hlízov                                                             | Hlízov                | 5,94  |
| Hodkov                            | Hodkov                                                             | Zbraslavice           | 6,94  |
| Hološiny                          | Hološiny                                                           | Petrovice I           | 1,13  |
| Horka nad Sázavou                 | Buda, Čejtice, Horka II, Onšovec                                   | Horka II              | 9,48  |
| Horka u Žehušic                   | Borek, Horka I, Svobodná Ves                                       | Horka I               | 6,94  |
| Horky u Čáslavi                   | Horky                                                              | Horky                 | 2,35  |
| Horní Bučice                      | Horní Bučice                                                       | Vrdy                  | 2,6   |
| Horušice                          | Horušice                                                           | Horušice              | 8,48  |
| Hořany u Kutné Hory               | Hořany                                                             | Miskovice             | 2,63  |
| Hostkovice u Třebětína            | Hostkovice                                                         | Třebětín              | 1,5   |
| Hostovlice u Čáslavi              | Hostovlice                                                         | Hostovlice            | 5,88  |
| Hraběšín                          | Hraběšín                                                           | Hraběšín              | 7,92  |
| Hrádek nad Želivkou               | Hrádek                                                             | Horka II              | 0,73  |
| Hranice u Slavošova               | Hranice                                                            | Slavošov              | 2,67  |
| Chabeřice                         | Brandýs, Čížov, Holšice, Chabeřice                                 | Chabeřice             | 7,96  |
| Chedrbí                           | Chedrbí                                                            | Krchleby              | 0,91  |
| Chlístovice                       | Chlístovice                                                        | Chlístovice           | 6,33  |
| Chlístovice u Pertoltic           | Chlístovice                                                        | Pertoltice            | 0,82  |
| Chlum u Zbýšova                   | Chlum                                                              | Zbýšov                | 3,78  |
| Chmeliště                         | Chmeliště                                                          | Vavřinec              | 2,63  |
| Chotusice                         | Druhanice, Chotusice                                               | Chotusice             | 6,95  |
| Chrást u Křesetic                 | Chrást                                                             | Křesetice             | 2,31  |
| Chroustkov                        | Chroustkov                                                         | Chlístovice           | 1,81  |
| Chvalov u Červených Janovic       | Chvalov, Plhov, Zadní                                              | Červené Janovice      | 1,5   |
| Jakub                             | Jakub                                                              | Církvice              | 5,96  |
| Janovická Lhota                   | Janovická Lhota                                                    | Uhlířské Janovice     | 6,15  |
| Ježovice                          | Ježovice, Útěchvosty                                               | Podveky               | 4,93  |
| Jindice                           | Jindice                                                            | Rašovice              | 4,4   |
| Kácov                             | Kácov, Račíněves, Zliv                                             | Kácov                 | 7,62  |
| Kamenná Lhota u Čestína           | Kamenná Lhota                                                      | Čestín                | 6,25  |
| Kaňk                              | Kaňk                                                               | Kutná Hora            | 2,33  |
| Kasanice                          | Kasanice                                                           | Čestín                | 2,11  |
| Klucké Chvalovice                 | Klucké Chvalovice                                                  | Zbýšov                | 5,1   |
| Kluky u Čáslavi                   | Kluky                                                              | Kluky                 | 3,02  |
| Kněž u Čestína                    | Kněž                                                               | Čestín                | 3,14  |
| Kobylnice nad Doubravou           | Kobylnice                                                          | Kobylnice             | 2,36  |
| Kochánov u Mitrova                | Kochánov                                                           | Uhlířské Janovice     | 1,74  |
| Korotice                          | Korotice                                                           | Úmonín                | 3,55  |
| Košice u Nepoměřic                | Košice                                                             | Košice                | 2,09  |
| Kotoučov                          | Kotoučov                                                           | Bohdaneč              | 3,81  |
| Kounice nad Sázavou               | Kounice, Skala                                                     | Vlastějovice          | 6,69  |
| Kozohlody                         | Kozohlody                                                          | Vlkaneč               | 3,8   |
| Kralice                           | Kralice, Kraličky, Svatý Jan t. Krsovice                           | Chlístovice           | 3,57  |
| Krasoňovice                       | Krasoňovice                                                        | Zbraslavice           | 3,13  |
| Krchlebská Lhota                  | Krchlebská Lhota                                                   | Zbýšov                | 1,37  |
| Krchleby u Čáslavi                | Krchleby                                                           | Krchleby              | 5,09  |
| Krupá u Křesetic                  | Krupá                                                              | Křesetice             | 0,56  |
| Křečovice u Onomyšle              | Křečovice                                                          | Onomyšl               | 3,38  |
| Křesetice                         | Křesetice                                                          | Křesetice             | 5,8   |
| Kutná Hora                        | Hlouška, Karlov, Kutná Hora-Vnitřní Město, Šipší, Vrchlice, Žižkov | Kutná Hora            | 14,45 |
| Laziště u Pertoltic               | Laziště                                                            | Pertoltice            | 2,08  |
| Ledečko                           | Ledečko, Vraník                                                    | Ledečko               | 3,04  |
| Lipina u Zruče nad Sázavou        | Lipina                                                             | Zbraslavice           | 2,27  |
| Lišice u Sulovic                  | Lišice                                                             | Svatý Mikuláš         | 1,73  |
| Lomec u Úmonína                   | Lomec, Lomeček                                                     | Úmonín                | 3,66  |
| Losiny                            | Losiny, Petrovice II, Tlučeň                                       | Petrovice II          | 4,33  |
| Lovčice                           | Lovčice                                                            | Bílé Podolí           | 3,53  |
| Machovice                         | Machovice                                                          | Pertoltice            | 1,26  |
| Makolusky                         | Makolusky                                                          | Zbizuby               | 4,35  |
| Malá Skalice u Zbraslavic         | Malá Skalice                                                       | Zbraslavice           | 1,94  |
| Malenovice u Kutné Hory           | Malenovice                                                         | Suchdol               | 1,66  |
| Malešov                           | Malešov, Maxovna                                                   | Malešov               | 7,8   |
| Malín                             | Malín, Sedlec                                                      | Kutná Hora            | 1,77  |
| Malovidy                          | Malovidy                                                           | Rataje nad Sázavou    | 3,86  |
| Mančice u Rašovic                 | Mančice                                                            | Rašovice              | 2,46  |
| Mělník nad Sázavou                | Mělník                                                             | Úžice                 | 2,76  |
| Mezholezy u Kutné Hory            | Mezholezy                                                          | Miskovice             | 2,48  |
| Michalovice                       | Michalovice                                                        | Petrovice I           | 3,33  |
| Milanovice                        | Milanovice                                                         | Pertoltice            | 0,75  |
| Miletice u Nepoměřic              | Bedřichov, Miletice                                                | Nepoměřice            | 1,84  |
| Miletín u Onomyšle                | Miletín                                                            | Onomyšl               | 2,17  |
| Milošovice                        | Milošovice                                                         | Vlastějovice          | 1,34  |
| Mirošovice u Rataj nad Sázavou    | Mirošovice                                                         | Rataje nad Sázavou    | 1,49  |
| Miskovice                         | Miskovice, Přítoky                                                 | Miskovice             | 6,94  |
| Mitrov u Uhlířských Janovic       | Malejovice, Mitrov, Silvánka                                       | Uhlířské Janovice     | 4,36  |
| Močovice                          | Močovice                                                           | Močovice              | 4,9   |
| Nepoměřice                        | Nepoměřice                                                         | Nepoměřice            | 5,37  |
| Nesměřice                         | Nesměřice                                                          | Zruč nad Sázavou      | 3,03  |
| Neškaredice                       | Neškaredice                                                        | Kutná Hora            | 4,6   |
| Nová Lhota                        | Nová Lhota                                                         | Kluky                 | 3,29  |
| Nové Dvory u Kutné Hory           | Nové Dvory, Ovčáry                                                 | Nové Dvory            | 8,99  |
| Okřesaneč                         | Okřesaneč                                                          | Okřesaneč             | 2,4   |
| Olšany u Čáslavi                  | Olšany                                                             | Kluky                 | 2,32  |
| Onomyšl                           | Budy, Onomyšl                                                      | Onomyšl               | 6,08  |
| Opatovice I                       | Opatovice I                                                        | Opatovice I           | 6,33  |
| Opatovice II                      | Opatovice II                                                       | Uhlířské Janovice     | 1,46  |
| Opatovice u Zbýšova               | Opatovice                                                          | Zbýšov                | 3,5   |
| Ostrov u Bohdanče                 | Ostrov                                                             | Zbraslavice           | 3,6   |
| Paběnice                          | Paběnice                                                           | Paběnice              | 5,98  |
| Pavlovice u Vlastějovic           | Pavlovice                                                          | Vlastějovice          | 2,6   |
| Perštejnec                        | Perštejnec                                                         | Kutná Hora            | 4,07  |
| Pertoltice u Zruče nad Sázavou    | Budkovice, Pertoltice                                              | Pertoltice            | 3,88  |
| Petrovice I                       | Petrovice I                                                        | Petrovice I           | 6,37  |
| Podveky                           | Podveky, Zalíbená                                                  | Podveky               | 5,33  |
| Polánka u Malešova                | Albrechtice, Polánka                                               | Malešov               | 4,24  |
| Poličany                          | Poličany                                                           | Kutná Hora            | 2,11  |
| Polipsy                           | Polipsy                                                            | Čestín                | 7,85  |
| Potěhy                            | Potěhy                                                             | Potěhy                | 5,04  |
| Prostřední Ves                    | Prostřední Ves, Šlechtín                                           | Bohdaneč              | 3,25  |
| Předbořice                        | Předbořice                                                         | Černíny               | 2,52  |
| Přibyslavice u Vlkanče            | Přibyslavice                                                       | Vlkaneč               | 4,78  |
| Přítoky                           | Přítoky                                                            | Miskovice             | 1,88  |
| Pucheř                            | Pucheř                                                             | Kluky                 | 2,06  |
| Radvanice nad Sázavou             | Benátky, Nechyba, Radvanice                                        | Úžice                 | 4,63  |
| Rápošov                           | Rápošov                                                            | Zbraslavice           | 1,93  |
| Rašovice u Uhlířských Janovic     | Netušil, Rašovice                                                  | Rašovice              | 5,47  |
| Rataje nad Sázavou                | Rataje nad Sázavou                                                 | Rataje nad Sázavou    | 7,93  |
| Rohozec u Žehušic                 | Rohozec                                                            | Rohozec               | 5,29  |
| Rozkoš u Onomyšle                 | Rozkoš                                                             | Onomyšl               | 1,26  |
| Roztěž                            | Nová Lhota, Roztěž                                                 | Vidice                | 5,02  |
| Řendějov                          | Jiřice, Nový Samechov, Řendějov, Starý Samechov                    | Řendějov              | 8,38  |
| Řeplice                           | Řeplice                                                            | Bohdaneč              | 4,18  |
| Samopše                           | Budín, Mrchojedy, Přívlaky, Samopše                                | Samopše               | 5,24  |
| Sedlec u Kutné Hory               | Hlouška, Sedlec, Šipší                                             | Kutná Hora            | 3,73  |
| Semtěš u Bílého Podolí            | Semtěš                                                             | Semtěš                | 5,02  |
| Senetín                           | Senetín                                                            | Petrovice I           | 1,68  |
| Schořov                           | Schořov                                                            | Schořov               | 1,42  |
| Slavošov u Zruče nad Sázavou      | Slavošov, Věžníkov                                                 | Slavošov              | 4,92  |
| Smilovice u Staňkovic             | Chlum, Smilovice                                                   | Staňkovice            | 3,66  |
| Smrk u Úžic                       | Františkov, Chrastná, Karlovice, Smrk                              | Úžice                 | 5,11  |
| Soběšín                           | Otryby, Soběšín                                                    | Soběšín               | 7,24  |
| Solopysky u Kutné Hory            | Solopysky                                                          | Suchdol               | 5,28  |
| Souňov                            | Souňov                                                             | Souňov                | 2,67  |
| Staňkovice u Uhlířských Janovic   | Nová Ves, Ostašov, Staňkovice                                      | Staňkovice            | 8,37  |
| Staré Nespeřice                   | Boštice, Nové Nespeřice, Stará Huť, Staré Nespeřice                | Petrovice II          | 7,28  |
| Starkoč u Bílého Podolí           | Starkoč                                                            | Starkoč               | 4,09  |
| Sudějov                           | Sudějov                                                            | Sudějov               | 3,92  |
| Suchdol u Kutné Hory              | Suchdol, Vysoká                                                    | Suchdol               | 5,73  |
| Sulovice                          | Sulovice                                                           | Svatý Mikuláš         | 2,48  |
| Svatá Kateřina u Svatého Mikuláše | Svatá Kateřina                                                     | Svatý Mikuláš         | 7,18  |
| Svatý Mikuláš                     | Svatý Mikuláš                                                      | Svatý Mikuláš         | 6,44  |
| Šebestěnice                       | Šebestěnice                                                        | Šebestěnice           | 3,28  |
| Štipoklasy u Černín               | Štipoklasy                                                         | Štipoklasy            | 3,79  |
| Talmberk                          | Talmberk                                                           | Samopše               | 1,35  |
| Třebešice                         | Třebešice                                                          | Třebešice             | 7,2   |
| Třebětín                          | Třebětín                                                           | Třebětín              | 4,93  |
| Třebonín                          | Třebonín                                                           | Třebonín              | 3,43  |
| Tuchotice                         | Karlov t. Doubrava, Tuchotice                                      | Vidice                | 3,32  |
| Tupadly u Čáslavi                 | Tupadly                                                            | Tupadly               | 6,59  |
| Týniště u Malešova                | Týniště                                                            | Malešov               | 2,19  |
| Uhlířské Janovice                 | Uhlířské Janovice                                                  | Uhlířské Janovice     | 8,88  |
| Újezdec                           | Újezdec                                                            | Petrovice I           | 2,39  |
| Úmonín                            | Hájek, Úmonín                                                      | Úmonín                | 4,49  |
| Útěšenovice                       | Borová, Radvančice, Útěšenovice                                    | Zbraslavice           | 4,74  |
| Úžice u Kutné Hory                | Úžice                                                              | Úžice                 | 3,1   |
| Vavřinec                          | Vavřinec                                                           | Vavřinec              | 5,39  |
| Velká Skalice                     | Velká Skalice                                                      | Zbraslavice           | 2,67  |
| Vernýřov                          | Vernýřov                                                           | Chlístovice           | 2,35  |
| Víckovice                         | Víckovice                                                          | Třebětín              | 5,98  |
| Vidice u Kutné Hory               | Vidice                                                             | Vidice                | 3,42  |
| Vilémovice u Červených Janovic    | Lány, Vilémovice                                                   | Červené Janovice      | 3,22  |
| Vinaře                            | Vinaře, Vinice                                                     | Vinaře                | 5,13  |
| Vlačice                           | Vlačice, Výčapy                                                    | Vlačice               | 5,26  |
| Vlastějovice                      | Budčice, Vlastějovice                                              | Vlastějovice          | 4,82  |
| Vlkaneč                           | Vlkaneč                                                            | Vlkaneč               | 5,59  |
| Vlková                            | Hroznice, Vlková                                                   | Zbizuby               | 3,77  |
| Vodranty                          | Vodranty                                                           | Vodranty              | 1,6   |
| Volavá Lhota                      | Volavá Lhota                                                       | Vlastějovice          | 2,77  |
| Vranice                           | Vranice                                                            | Zbizuby               | 4,78  |
| Vrdy                              | Dolní Bučice, Vrdy                                                 | Vrdy                  | 9,62  |
| Všesoky                           | Švábínov, Všesoky                                                  | Chlístovice           | 4,28  |
| Záboří nad Labem                  | Záboří nad Labem                                                   | Záboří nad Labem      | 5,61  |
| Zaříčany                          | Zaříčany                                                           | Bílé Podolí           | 6,4   |
| Zbizuby                           | Koblasko, Nechyba, Vestec, Zbizuby                                 | Zbizuby               | 6,46  |
| Zbraslavice                       | Chotěměřice t. Pančava, Kateřinky, Zbraslavice                     | Zbraslavice           | 10,86 |
| Zbudovice                         | Zbudovice                                                          | Zbýšov                | 2,22  |
| Zbyslav                           | Zbyslav                                                            | Vrdy                  | 3,52  |
| Zbýšov v Čechách                  | Zbýšov                                                             | Zbýšov                | 4,39  |
| Zderadinky                        | Zderadinky                                                         | Kácov                 | 2,17  |
| Zderadiny                         | Zderadiny                                                          | Kácov                 | 1,37  |
| Zdeslavice u Černín               | Zdeslavice                                                         | Černíny               | 3,65  |
| Zdeslavice u Chlístovic           | Zdeslavice                                                         | Chlístovice           | 6,26  |
| Zehuby                            | Kamenné Mosty, Zehuby                                              | Žleby                 | 3,14  |
| Zhoř u Červených Janovic          | Zhoř                                                               | Červené Janovice      | 3,73  |
| Zruč nad Sázavou                  | Domahoř, Dubina, Zruč nad Sázavou                                  | Zruč nad Sázavou      | 9,83  |
| Žáky                              | Štrampouch, Žáky                                                   | Žáky                  | 5,66  |
| Žandov                            | Pivnisko, Žandov                                                   | Chlístovice           | 4,9   |
| Žehušice                          | Žehušice                                                           | Žehušice              | 7,58  |
| Želivec                           | Želivec                                                            | Zruč nad Sázavou      | 3,52  |
| Žíšov                             | Žíšov                                                              | Vavřinec              | 2,65  |
| Žleby                             | Markovice, Žleby                                                   | Žleby                 | 11,48 |

Celková výměra 916,92 km2